# Franca Valeri
Pour les articles homonymes, voir Valeri.
Franca Valeri, née Franca Maria Norsa le 31 juillet 1920 à Milan et morte à Rome le 9 août 2020, est une actrice et scénariste italienne de cinéma et de théâtre.
C'est une actrice importante du cinéma italien, quoique le plus souvent en tant que second rôle aux côtés des plus célèbres acteurs de la comédie à l'italienne.

## Biographie
Franca Maria Norsa naît le 31 juillet 1920 au sein d'une famille bourgeoise milanaise, d'un père juif ingénieur, Luigi Norsa, et d'une mère catholique, Cecilia Valagotti. Elle adopte le pseudonyme Franca Valeri au début des années 1950, d'après la suggestion d'une amie lectrice de Paul Valéry, et poussée par son père, peu convaincu de sa possible carrière d'actrice.
Elle a été l'épouse de l'acteur et réalisateur Vittorio Caprioli.

## Carrière
Franca Valeri commence à jouer durant son adolescence au sein d'une troupe d'amis. Durant les années 1940 elle intègre la compagnie du Teatro dei Gobbi, qu'elle quitte en 1949.
Elle débute au cinéma par un petit rôle dans Les Feux du music-hall, film co-réalisé par Federico Fellini et Alberto Lattuada (1951). Puis elle prend part, tout au long des années 1950, à une série de comédies, parmi lesquelles Le Signe de Vénus de Dino Risi (1955). Durant les années 1960 elle est dirigée par son mari Vittorio Caprioli dans plusieurs comédies dont elle est co-scénariste, dont Parigi o cara (1962). Ses dernières apparitions au cinéma ont lieu à la fin des années 1970 et au tout début des années 1980. Sa fin de carrière cinématographique coïncide avec le couchant de l'âge d'or de la comédie à l'italienne.
Au cours des années 1960 et 1970 elle est également une personnalité de la télévision italienne, pour laquelle elle est scénariste et interprète de feuilletons où sont traités des thèmes comme la révolution sexuelle, le féminisme, et le rapport de la bourgeoisie vis-à-vis de la jeunesse, dont Si, vendetta et Nel mondo di Alice réalisés respectivement par Mario Ferrero et Guido Stagnaro.
Après une décennie d'absence, elle joue à nouveau dans les années 1990 et même 2000, pour des fictions télévisées, et au théâtre, notamment Le serve (Les Bonnes) de Jean Genet en 2006.
Au cinéma, Franca Valeri a joué dans des seconds rôles où elle interprète souvent des personnages de femme infortunée, vieille fille car fatalement frappée d'insuccès avec les hommes, qui tous lui préfèrent la jeune première, son amie ou sa cousine, plus attrayante physiquement - dans Le Signe de Vénus, Sophia Loren. Elle eut rarement le premier rôle, sinon dans des films réalisés par son mari Vittorio Caprioli dans les années 1960. Elle a interprété, tout au long de sa carrière, dès ses débuts au théâtre, puis au cinéma, à la télévision, à la radio, plusieurs personnages récurrents : la signorina snob (mademoiselle snob), Cesira la manicure (Cesira la manucure), qui ridiculise  les comportements hypocrites de la bourgeoisie milanaise, et la Signora Cecioni, Romaine du peuple éternellement accrochée à son téléphone.

## Filmographie

### Cinéma
- 1950 : Les Feux du music-hall (Luci del varietà) d'Alberto Lattuada et Federico Fellini : designer hongroise
- 1952 : Solo per te Lucia de Franco Rossi
- 1952 : Totò en couleurs (Totò a colori) de Steno : Giulia Sofia
- 1953 : Les Amants de Villa Borghese (Villa Borghese) de Gianni Franciolini
- 1953 : La Marchande d'amour (La provinciale) de Mario Soldati
- 1954 : Questi fantasmi d'Eduardo De Filippo
- 1955 : Ces demoiselles du téléphone (Le signorine dello 04) de Gianni Franciolini : Carla, chef d'équipe
- 1955 : Un héros de notre temps (Un eroe dei nostri tempi) de Mario Monicelli : veuve De Ritis
- 1955 : Piccola posta de Steno : Mme Eva
- 1955 : Le Signe de Vénus (Il segno di Venere) de Dino Risi : Cesira
- 1956 : Le Bigame (Il bigamo) de Luciano Emmer : Isolina Fornaciari
- 1957 : Maris en liberté (Mariti in città) de Luigi Comencini : Olivetti
- 1958 : La Blonde enjôleuse (La ragazza del palio) de Luigi Zampa :  contesse Bernardi
- 1959 : Non perdiamo la testa de Mario Mattoli : Beatrice
- 1959 : Le Moraliste (Il moralista) de Giorgio Bianchi : Virginia
- 1959 : Le Veuf (Il vedovo) de Dino Risi : Elvira Nardi
- 1959 : Débrouillez-vous ! (Arrangiatevi) de Mauro Bolognini : Siberia
- 1960 : Rocco et ses frères (Rocco e i suoi fratelli) de Luchino Visconti : veuve
- 1961 : Mariti in pericolo de Mauro Morassi : Gina
- 1961 : Chacun son alibi (Crimen) de Mario Camerini : Giovanna
- 1961 : Lions au soleil (Leoni al sole) : Giuli
- 1962 : Parigi o cara : Delia Nesti
- 1962 : Un beau châssis (I motorizzati) de Camillo Mastrocinque
- 1963 : Le Jour le plus court (Il giorno più corto) de Sergio Corbucci
- 1963 : I cuori infranti (it) : Fatma Angioj (segment La manina di Fatma)
- 1963 : Gli onorevoli de Sergio Corbucci : Bianca Sereni
- 1964 : Les Maniaques (I maniaci) de Lucio Fulci
- 1966 : Moi, moi, moi et les autres (Io, io, io... e gli altri) d'Alessandro Blasetti : journaliste
- 1967 : L'Amant fantôme (La ragazza del bersagliere) d'Alessandro Blasetti : Bice
- 1967 : Et si on faisait l'amour ? (Scusi, facciamo l'amore?) : Diraghi
- 1970 : Nel giorno del signore
- 1970 : Juste un gigolo (Basta guardarla) de Luciano Salce : Pola Prima
- 1973 : Dernier Tango à Zagarol (Ultimo tango a Zagarol) de Nando Cicero : la réalisatrice
- 1974 : La signora gioca bene a scopa? : Giulia Nascimbeni
- 1974 : Les Proxénètes (Ettore lo fusto) : Cassandra
- 1976 : L'Italia s'è rotta
- 1976 : Come ti rapisco il pupo
- 1977 : Grazie tante - Arrivederci
- 1977 : La Bidonata : Giovanna Bronchi
- 1978 : Tanto va la gatta al lardo...
- 1979 : L'Amour en première classe (Amore in prima classe) : Mme Della Rosa
- 1980 : Non ti conosco più amore : Maritza
- 1980 : C'est pas moi, c'est lui de Pierre Richard : Carla Weiss
- 1983 : Paulo Roberto Cotechiño centravanti di sfondamento : contesse
- 2003 : Tosca e altre due : Emilia

### Télévision
- 1968 : Felicita Colombo (TV)
- 1974 : Si' vendetta (feuilleton TV)
- 1974 : Nel mondo di Alice (feuilleton TV)
- 1982 : Due di tutto (série)
- 1994 : Papà prende moglie (feuilleton)
- 1996 : Caro maestro (série) : Elvira
- 2000 : Come quando fuori piove (feuilleton)